# Phénylhydrazine
La phénylhydrazine est un composé chimique découvert par le chimiste allemand Emil Fischer. Il peut causer une hémolyse, c'est-à-dire une destruction des globules rouges, lorsqu'il est introduit dans la circulation. On s'en servait autrefois pour traiter la polyglobulie.

## Synthèse
La phénylhydrazine peut être obtenue par réduction de l'ion phényldiazonium à l'aide d'un sulfite.
De l'aniline est d'abord dissoute lentement dans 2,5 équivalents d'acide chlorhydrique à 37 % dilué avec le même volume de glace. La solution de chlorhydrate d'aniline ainsi préparée est diazotée par une solution à environ 30 % d'un équivalent de nitrite de sodium en maintenant la température proche de 0 °C.
Cette solution azoïque est versée rapidement sur une solution saturée de 2,25 équivalents de sulfite de sodium préalablement refroidie à 5 °C. La solution devient orange-rouge. Elle est chauffée progressivement vers 60  à   70 °C.
2,5 équivalents d'acide chlorhydrique à 37 % sont ajoutés. La solution doit alors être acide. La solution est maintenue de 60  à   70 °C plusieurs heures et se décolore progressivement.
Un volume d'acide chlorhydrique correspondant à un tiers de celui de la solution est ajouté puis la préparation est laissée refroidir à température ambiante puis à 0 °C dans un bain de glace.
Le précipité jaune de chlorhydrate de phénylhydrazine est filtré sur büchner et séché à l'air ou dans un dessiccateur sur de l'acide sulfurique.
La phénylhydrazine libre peut être préparée en basifiant le chlorhydrate avec un peu plus d'un équivalent de soude caustique 25 %. La phénylhydrazine est extraite avec deux portions suffisantes d'un solvant (éther ou toluène), les phases organiques réunies sont séchées sur des pastille de soude caustique ou de la potasse anhydre puis filtré sur plissé.
Le solvant est distillé, puis le vide de la trompe à eau est progressivement établi. La phénylhydrazine est fractionnée vers 137  à   138 °C à 18 mmHg.
La phénylhydrazine obtenue est une huile jaune se solidifiant par refroidissement. Rendement: 55-80 %.

## Réactions
La phénylhydrazine forme des hydrazones avec les dérivés carbonylés dont le point de fusion est caractéristique. La 4-nitrophénylhydrazine et surtout la 2,4-dinitrophénylhydrazine sont utilisées.
Elle forme des osazones avec les sucres en présence d'acide acétique.
Les phénylhydrazones traitées par un acide (polyphosphorique) ou du chlorure de zinc conduisent à des indoles (par Emil Fischer).
In vitro, mise dans un environnement contenant des globules rouges, la phénylhydrazine peut provoquer la formation de corps de Heinz observables au sein même des globules rouges, que l'on retrouve habituellement dans les cas d'un stress oxydatif lourd du globule rouge ou d'une anomalie du glutathion réduit.

### Sources
- [PDF] (en) Organic Synthesis Coll., vol. 1, 1941, p. 442
- (de) Gattermann-Wieland "Die Praxis des Organischen Chemikers", 35e édition, Walter de Gruyter & Co, 1953, p. 256-7